# Teppanyaki

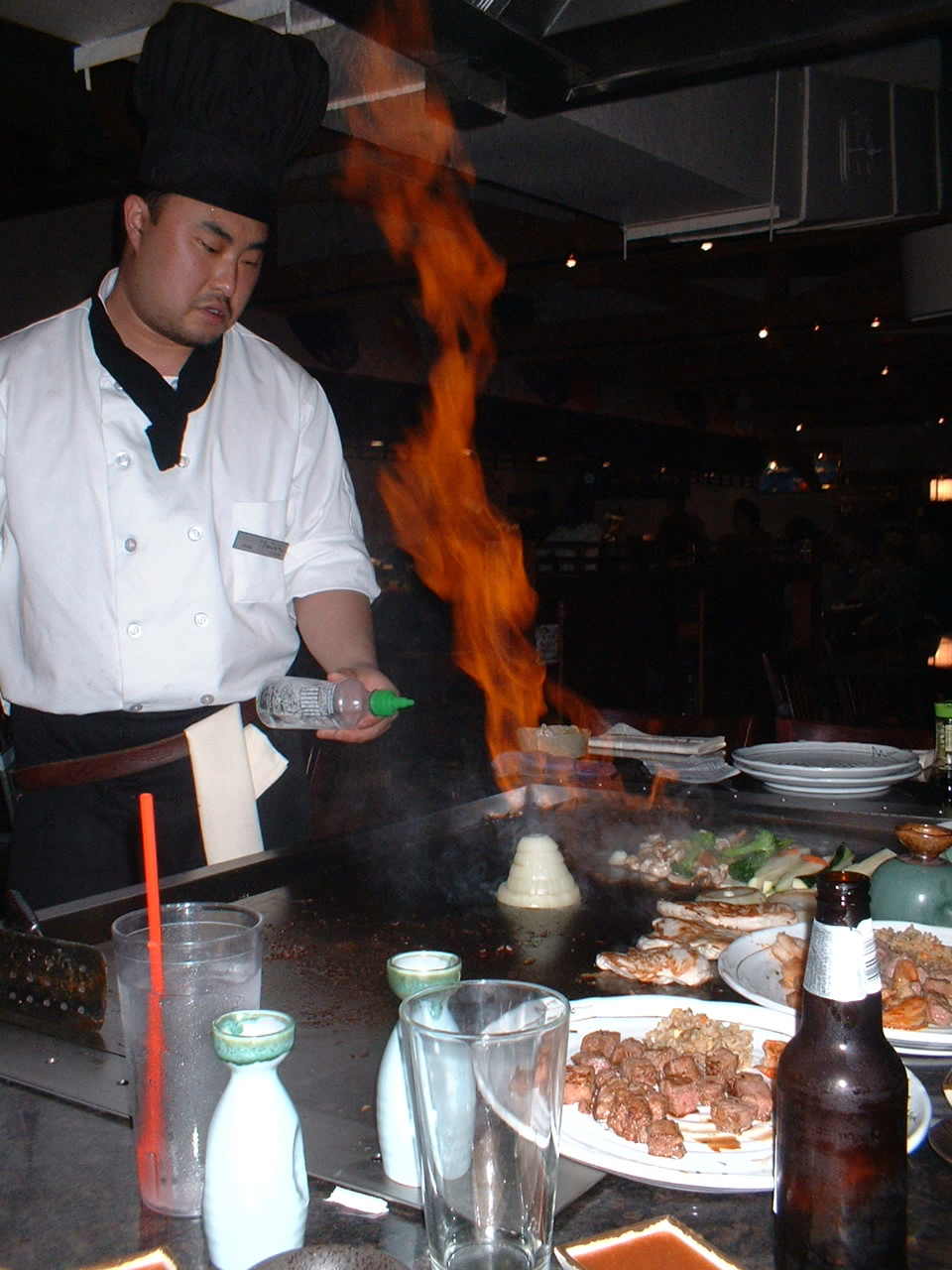
Chef cocinando al estilo teppanyaki.

El Teppanyaki (鉄板焼き teppan'yaki?) es un tipo de plato de comida japonesa que utiliza una plancha de acero para cocinar los alimentos.

## Etimología
La palabra teppanyaki se deriva de yaki (焼き), que significa «asado», «hecho a la plancha» y teppan (鉄板), que significa «plancha de hierro».

## En Japón
En Japón, teppanyaki se puede referir a alguno de los muchos platillos cocinados utilizando un ”teppan”, incluyendo okonomiyaki , yakisoba y monjayaki , frecuentemente localizados como plato caliente al centro de la mesa. La forma más popular de teppanyaki en occidente consiste de carne, y otros elementos acompañado de vegetales. En Estados Unidos también se le conoce por el nombre de hibachi , y los establecimientos son conocidos como “Steakhouse japonés”.

## Ingredientes
Los ingredientes más comunes en el teppanyaki son la carne de res, milanesa, langosta, pollo y vegetales diversos y se cocinan utilizando salsa de soja. En Japón muchos restaurantes ofrecen carne de la ciudad de Kōbe (tanto de buey como de ternera muy apreciada en el mundo de los gourmets). Usualmente suele acompañarse con platillos como el zucchini, hojuelas de ajo, arroz frito, etc. Además algunos restaurantes ofrecen alguna salsas para remojar la comida; por lo general en Japón se ofrece salsa de soja.

## Origen
La cadena japonesa de restaurantes Misono introdujo este platillo con un concepto influenciado por la cocina “occidental” del teppan en Japón en 1945. Pronto se dieron cuenta de que el platillo era más popular entre los extranjeros que entre los propios japoneses, que disfrutaban tanto ver el espectáculo de habilidades de los chefs que preparaban los alimentos, como la cocina misma, más familiar que los platillos de comida tradicional japonesa. Al momento en que este tipo de restaurantes se convirtió en un punto de visita por parte de los turistas, la cadena introdujo cambios para aumentar el espectáculo por parte de los chefs como por ejemplo, apilar aros de cebolla en forma del Monte Fuji y prendiéndoles fuego, haciendo un volcán flameante de cebollas.

## En Estados Unidos
En los Estados Unidos el teppanyaki se hizo famoso gracias al restaurante Benihana , cadena que abrió su Primer restaurante en Nueva York en 1964. Esta y otras cadenas existentes siguen poniéndole énfasis al aspecto del espectáculo por parte de chef , introduciendo otro tipo de variaciones y trucos, incluyendo malabarismo con los utensilios, arrojar un camarón con la bolsa de la camisa, aventar un huevo en el aire y esparcirlo con el cuchillo, y arrojar pedazos de camarón aplanado en la boca de los comensales.

## En Taiwán
El teppanyaki también es popular en Taiwán (aunque usualmente sin el show por parte de los chefs) y está inspirado en la creación de platillos similares a la llamada barbacoa mongola.